# ヴンストルフ
ヴンストルフ (ドイツ語: Wunstorf, ドイツ語発音: [ˈvʊnstɔrf] ( 音声ファイル)) は、ドイツ連邦共和国ニーダーザクセン州ハノーファー広域連合に属す市である。カレンベルガー・ラント北端、シュタインフーダー湖の湖畔に位置する中規模都市である。ヴンストルフにはクリニークム・レギオ・ハノーファーの KRH 精神医学病院ヴンストルフがある。第62空輸航空団が配置されているヴンストルフ航空基地がクライン・ハイドルン地区内に所在する。

## 地理

### 隣接する市町村
ヴンストルフは、北から時計回りに以下の市町村と境を接している: ノイシュタット・アム・リューベンベルゲ、ガルプセン、ゼールツェ、バルジングハウゼン、ハーゲンブルク（シャウムブルク郡）、レーブルク＝ロックム（ニーンブルク/ヴェーザー郡）。

### 市の構成
ヴンストルフ市には、以下の地区が含まれる: ブルーメナウ（リーテを含む）、ボーケロー、グローセンハイドルン、クライン・ハイドルン、イーデンセン（イーデンサーモーアおよびニーングラーベンを含む）、コーレンフルト、ルーテ、メスメローデ、シュタインフーデ、ヴンストルフ。

### 水域と自然公園
ボルデナウの数 km 北東でライネ川に注ぐヴェストアウエ川が市内を西から東に流れている。
市の西部にはシュタインフーダー・メーア自然公園がある。

## 歴史
市の名称は古い集落名 Wonherestorpe（700年頃）に由来する。ドイツ人王ルートヴィヒは、ミンデン司教テオデリヒが王の同意を得て創建したヴンストルフの女子修道院にインムニテートを与える形で、871年10月14日に Vuonherestorp 修道院を王の保護下に置いた。その修道院教会は1010年に落雷によって破壊された。1181年に Wunstorf は civitas と記載されている。ヴンストルフ伯は1235年に初めて文献に現れる。
1228年にヴンストルフの城砦について最初の記載がなされている。この城は、ヴンストルフ修道院から分離された、以前から防衛施設が設けられていた場所に、ミンデン司教とローデン伯によって建設された。街の郊外、ヴェストアウエ川の氾濫原に中世盛期にシュプレーンスブルクがあったが、これがその文献に記録されている城砦と同じであるかは定かではない。
1261年、住民たちは「忠誠と服従により」ミンデン市と同等の権利をミンデン司教から与えられた。中世にはローデン伯がヴンストルフの代官権を所有していた。

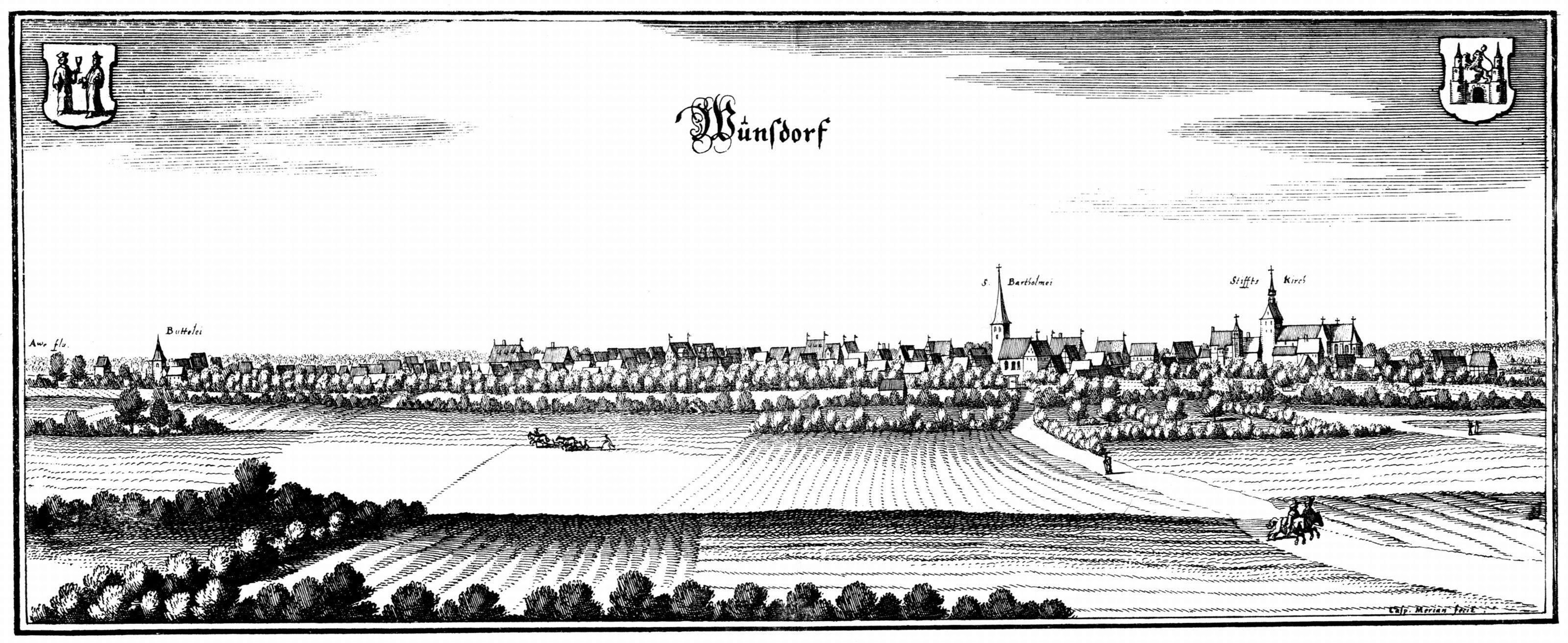
マテウス・メーリアンの銅版画に描かれた1654年ころのヴンストルフ

ヴンストルフ伯は1446年にその伯領をヒルデスハイム司教に売却した。1570年に Ortjes Dove とその支援者は街の多くの場所で同時に火を放った。700軒の建物のうち、焼け残ったのは208軒だけであった。1624年にはティリー伯ヨハン・セルクラエスが率いる軍勢がこの街を略奪した。1778年にプリンス・オブ・ウェールズの竜騎兵連隊はこの街を駐屯地とした。1803年の夏から1805年10月までフランス軍がこの街を占領した。その後、プロイセン、スウェーデン、イングランド、フランスが次々に侵攻してきた。1813年まで町の行政は Maire（フランス市域の地方自治機構で町長にあたる）によって行われていた。その後2年間ロシア軍が駐留した。ヴンストルフは、1816年から1874年まで新たなハノーファー陸軍の騎馬砲兵隊の駐屯地となった。
1837年にヴンストルフ駅が建設され、ヴンストルフは鉄道ハノーファー - ミンデン線およびヴンストルフ - ブレーメン線の結節点となった。
1874年1月31日に、現在のヘルティー＝ギムナジウムの建物が、教員セミナーとして完成した。
1880年にハノーファー行政府は、空き家となったジュート通りの兵舎の建物に「矯正施設」を設け、1883年には邦立救貧院を創設した。行政府は1885年から療養所や養護施設のために、現在も都市景観を形成している数多くの建物を建設した。この施設は1940年から1941年まで、T4作戦による精神疾患患者追放の現場となった。ユダヤ教信者の患者たちもドイツ北西部から集められ、ここから強制移送されていった。この施設は1952年に州立病院となった。アスムス・フィンツェンの指導の下、1976年に精神医学改革の起点となった。アンドレアス・シュペングラーは、1988年から2008年まで外来診療のケアサービスを構築した。この病院は2007年にハノーファー広域連合の所有となった。
ハノーファーの銀行家ジグムント・マイヤーが「ヴンストルフ・ポートランド＝セメント工場 AG」を設立した。1889年または1896年に大規模な組合の酪農場がヒンデンブルク通りに造られ、1898年には市立発電所の建設が始まった。
ヴンストルフには、1935年にドイツ国防軍の兵舎が設けられた。1936年に第2戦闘航空団「ベルケ」が新たなヴンストルフ航空基地に配置され、ヴンストルフはコンドル軍団の基地の1つとなった。
1943年1月4日、機関車 SFR 2304 の運転士がヴンストルフの手前で激しい吹雪のために「停止」信号を見落とし、D 8 に追突した。25人が死亡し、169人が負傷した。
1945年4月7日に連合国軍が侵攻し、イギリス空軍が航空基地を占領して軍事飛行場として利用した。
ユルツェンから追放された多くの人々を含む輸送車が1946年6月に到着した。難民はマッセンラーゲルンの学校に収容され、浚渫湖沿いにフリーデンスタール仮設住宅集落が形成され、その後数多くの一世帯および多世帯向け住宅が建設された。
1948年から1949年にかけて、ベルリン大空輸のために航空基地からイギリス空軍が飛行した。1950年にこの街はルールガス広域供給網に接続した。古い礼拝堂があった場所に1954年にカトリックの聖ボニファティウス教会が完成した。1956年に暗渠化工事が始まった。イギリスは、1958年3月に航空基地をドイツ連邦軍空軍に明け渡した。当初ここには飛行訓練学校「S」が置かれ、1978年からは第62空輸航空団が配置された。
1967年に福音主義コルヴィヌス教会が建設された。1970年から2013年まで第2のカトリック教会としてルーテに聖十字架教会が存在した。
洪水防止のために1971年からヴェストアウエ川の河川改修工事が行われた。これに伴い、いくつかの橋と道路が新たに設けられた。

### 市町村合併
1974年3月1日、ブルーメナウ、ボーケロー、グローセンハイドルン、イーデンセン、イーデンサーモーア＝ニーングラーベン、クライン・ハイドルン、コーレンフェルト、ルーテ、メスメローデ、シュタインフーデがヴンストルフに合併した。

### 人口推移

ヴンストルフの人口推移

## 住民

### 宗教
ヴンストルフの3つの福音主義ルター派教会は、ノイシュタット＝ヴンストルフ教会クライスに属す。

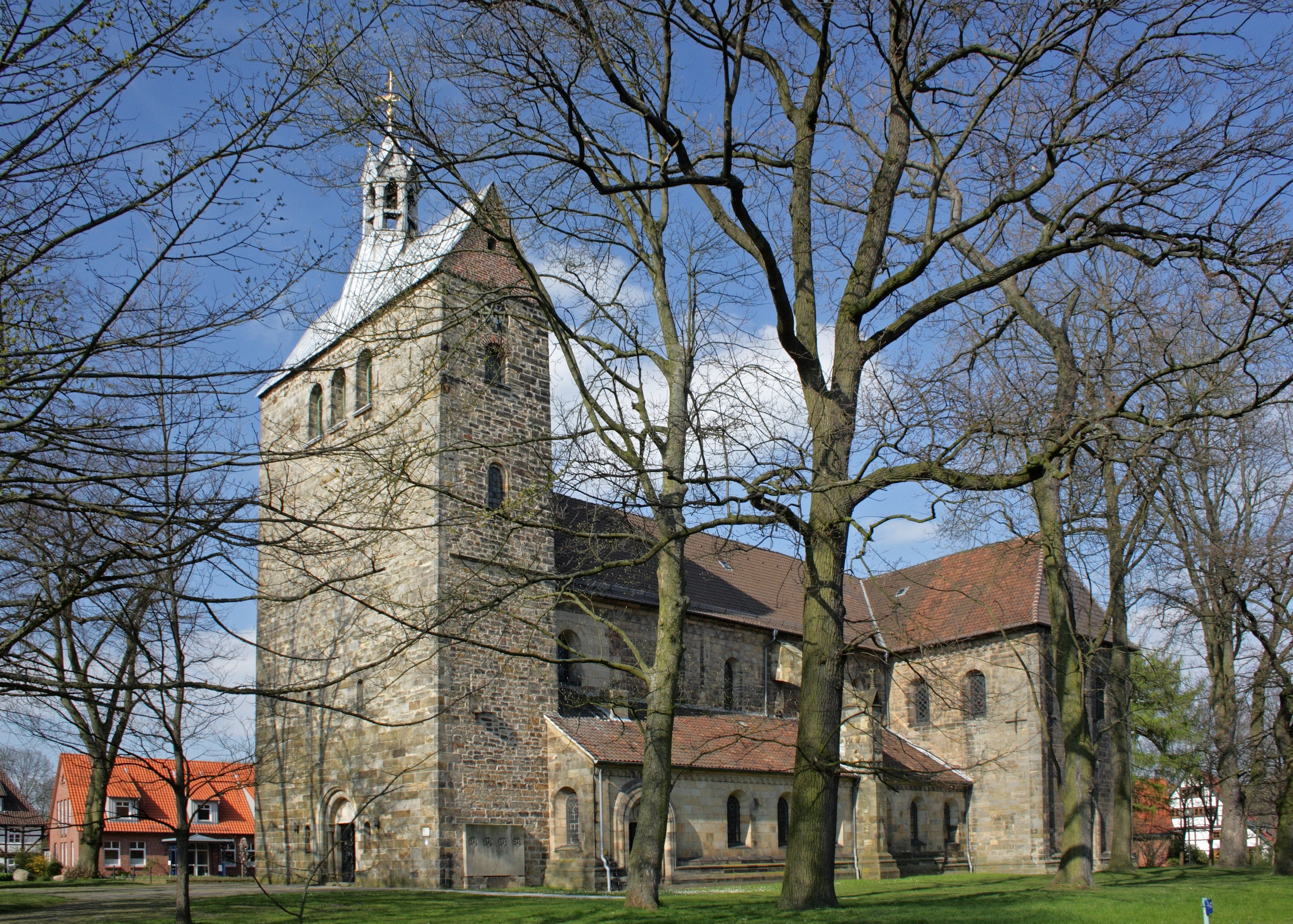
聖コスマスおよびダミアン修道院教会

聖コスマスおよびダミアン修道院教会は、十字型三廊式のヴォールトを持つバシリカで、西塔を有している。その最も古い部分は11世紀に建設された。この建物は1853年から1859年に大規模な改修がなされた。
市教会（マルクト教会とも呼ばれる）聖バルトロマイ教会はシュティフト通り1番地にある。12世紀後半に建設された建物のうち、塔と内陣が現在まで遺されている。身廊は1700年頃に簡素なザールキルヒェとして新設された。1989年に修復された内部にはいくつかの古い装飾品が存在している。たとえば、15世紀末の後期ゴシック様式の「勝利の十字架群像」や1520年に創られた聖母像などである。多角形の講壇には1640年と1642年の銘が記されている。
1967年に建造されたコンヴィヌス教会は、アルンスヴァルダー通りにあり、隣の幼稚園もこの教会に属している。
1974/75年に建設された聖ヨハネス教団センターは、アルブレヒト＝デューラー通り1番地にあったが、2012年3月に聖別解除された。これは、2015年に完成した福音主義ルター派聖ヨハネ教団の慈善・教団センター建設のための場所を空けるためであった。1976年にはこの近くに福音主義聖ヨハネス幼稚園が設けられた。

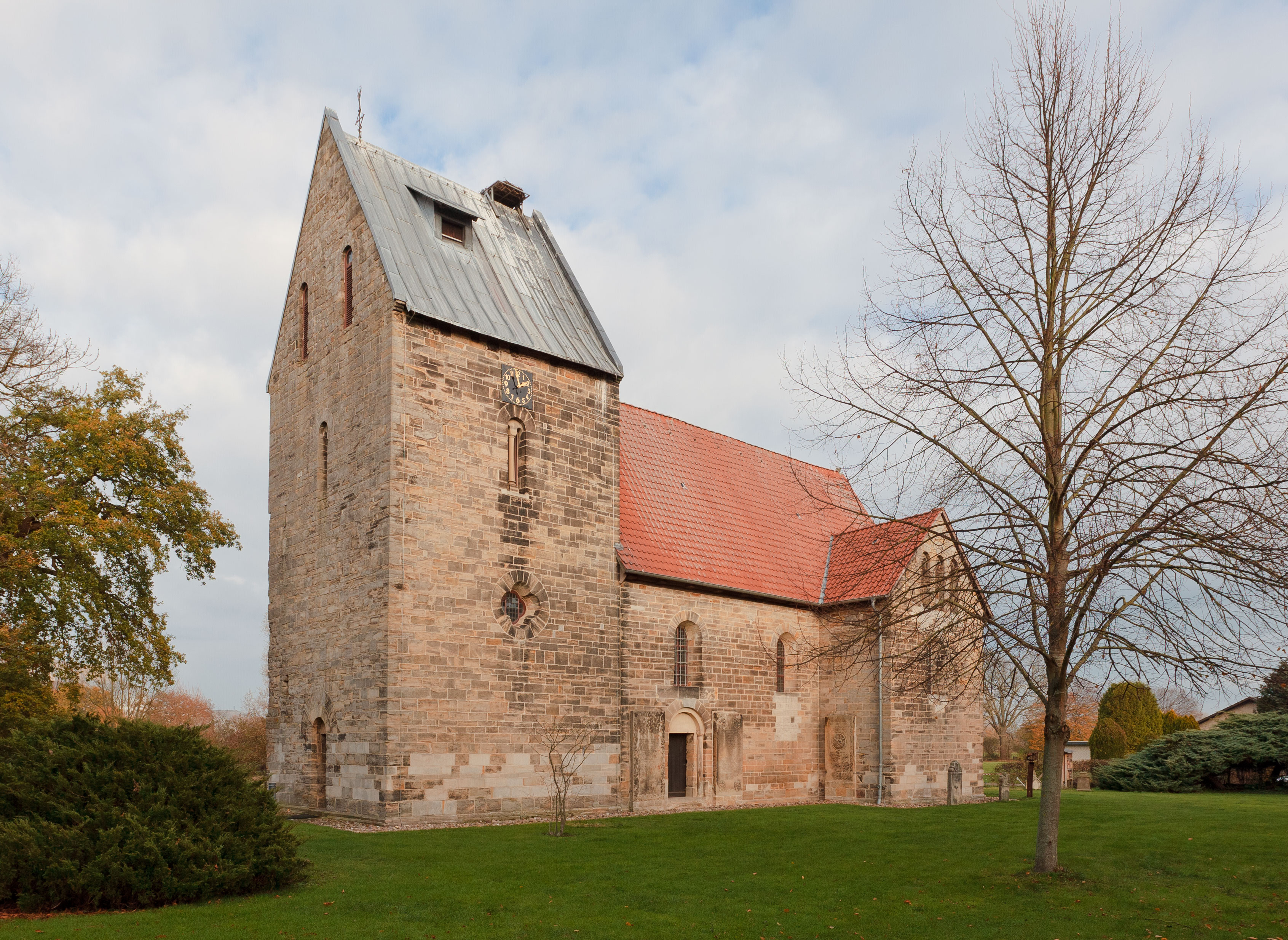
ジグヴァルツ教会

ヴンストルフに合併した地区にも福音主義ルター派教会が存在している。傑出しているのがイーデンセン地区のジグヴァルツ教会である。1130年頃に建設されたこのロマネスク様式の教会は建設当時のロマネスク絵画やニーダーザクセンで最古の鐘を有している。
ジュート通りの KRH 精神病院ヴンストルフの建築群の中に、1885年に建設された病院教会がある。
カトリックの聖ボニファティウス教会は、1954年に、この年に取り壊された礼拝堂の後継建造物として建設された。元の礼拝堂は1903年にヨーゼフ・フェーリヒの設計に基づいて建設されたものであった。ルーテ地区の支教会である聖十字架教会は2010年に世俗化され、2012年に取り壊された。この他にボーケロー地区とシュタインフーデ地区にカトリック教会がある。
福音主義自由教会（バプテスト）は、1996年に結成され、2010年にアムツハウスヴァークのかつての新使徒教会の建物を取得した。2009年にハーゲンブルガー通りに新しい新使徒教会が建設された。この教会はハノーファー＝ジュートヴェスト教会管区に属している。
「K21 - 21世紀の教会」は、Bund Freikirchlicher Pfingstgemeinden（自由教会プフィングストゲマインデン連盟）に属している。この連盟は1993年に創設され、2014年までは Freie Christengemeinde Wunstorf（自由キリスト教団ヴンストルフ）と名乗っていた。さらに自由メソジスト教会やエホバの証人もヴンストルフで活動している。
トルコ＝イスラム文化協会の Aksa Camii モスクは、1989年から存在している。このモスクは、トルコ＝イスラム宗教施設連合の DITIB に属している。

## 行政

### 行政史
1946年9月13日に戦後初の市議会議員が選出された。19議席が SPD、NLP（後の DP）、CDU、KPD、FDP、無所属の議員に分配された。
ヴンストルフは2004年12月31日まではハノーファー行政管区に属していたが、これは他のニーダーザクセン州の行政管区同様、廃止された。

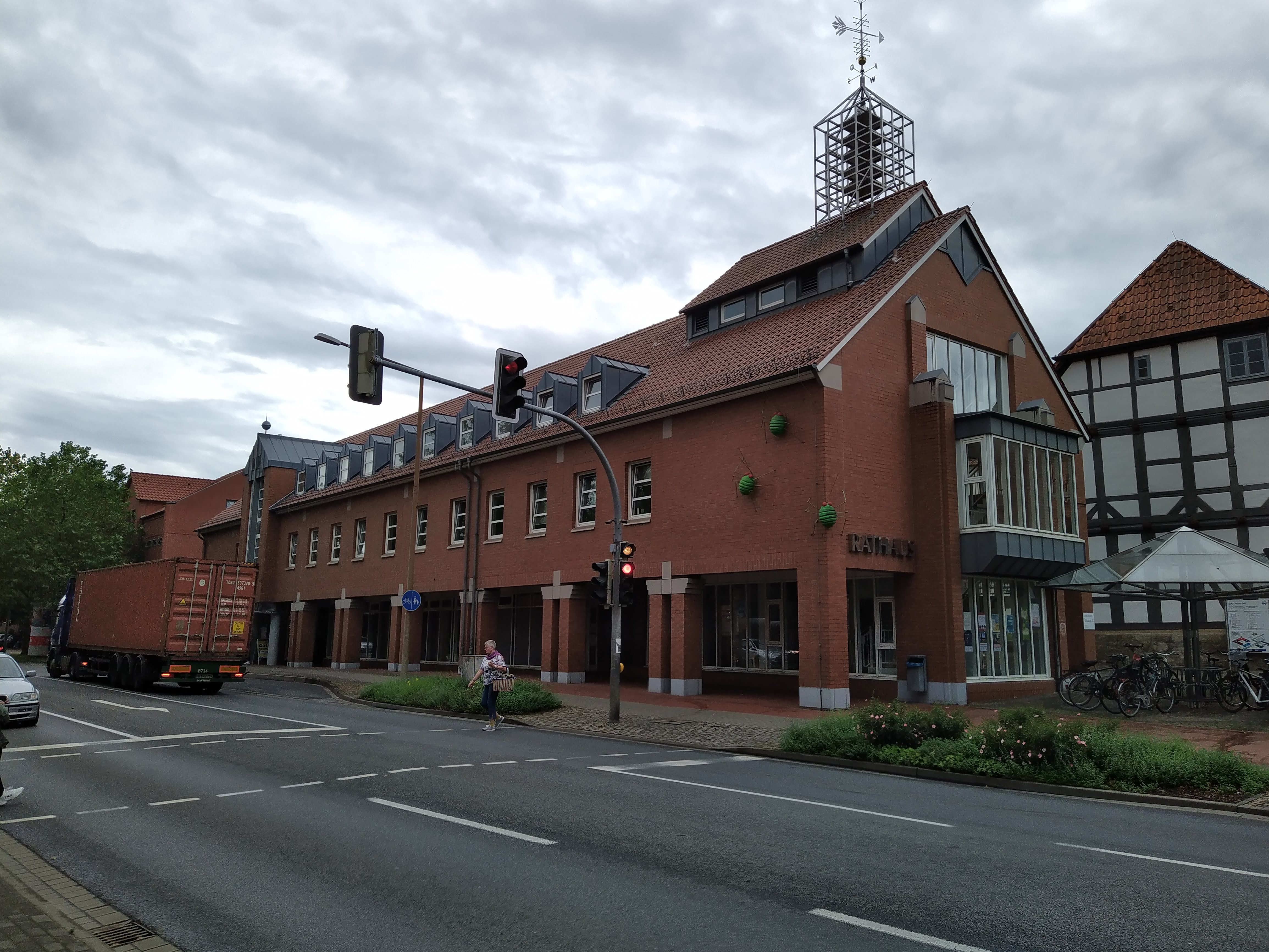
ヴンストルフ市庁舎

### 市議会
ヴンストルフの市議会は40議席からなる。

### 首長
2021年9月12日の市長選挙でカルステン・ピールシュ (SPD) が市長に選出された。彼は初回投票で 55.15 % の支持票を獲得したため、決選投票は必要なかった。ピールシュの任期は2021年11月1日からであった。
1999年から2021年10月31日までは、ロルフ＝アクセル・エーバーハルト (CDU) が市長を務めた。彼は2006年と2014年に再選され、2021年には立候補しなかった。彼はその後ハノーファー広域連合の連合議会議員になった。

### 地区議会
ヴンストルフの市区は、10の地区議会で、合わせて78人が議員として活動している。

### 紋章
ヴンストルフの紋章は、かつての交通・産業協会 e.V. の会長ヴェルナー・シュヴィッペルトと、紋章研究家で紋章画家でハノーファー広域連合の多くの紋章を制作しているグスタフ・フェルカーによってデザインされた。
- 紋章は、1957年6月3日にニーダーザクセン内務大臣によって認可された。
- 1974年3月1日に法律に基づいて成立した新しいヴンストルフ市は、それまでのヴンストルフ市の紋章を引き継ぐこととした。これは1974年4月26日にハノーファー広域連合の地域長によって認可された[15]。

図柄: 青地に、開いた門扉と2つの尖塔をもつ銀の城。右（向かって左）の塔は四角形で、クローバーの装飾がある。左（向かって右）の塔は円形で2つの窓が穿たれている。塔の間に、大股に歩く、冠を被った、赤い爪や舌で威嚇する金の獅子が描かれている。獅子は後ろ足だけが胸壁に触れている。
紋章の由来: 銃眼とクローバー型の窓がある向かって左側の塔は市教会またはマルクト広場教会の塔を表しており、細長いアーチ状の窓を持つ向かって右側の塔は修道院教会を表している。これにより、修道院と都市が現在のヴンストルフを形成する上で重要であったことが表現されている。胸壁の上の獅子は、かつてこの街の裁判権を行使していたローフェン＝ヴィンストルフ伯の象徴である。この紋章は、現在ハノーファー市立文書館に収蔵されている1311年の「Burgensium in Wunstorpe」の印影に基づいてデザインされ、1957年まで使われていた古いヴンストルフ市の紋章と置き換えられた。

### 姉妹都市
ヴンストルフ市の姉妹都市は以下の通りである:
- ヴォルミルシュテット（ドイツ語版、英語版）（ドイツ、ザクセン＝アンハルト州）
- フレール（フランス語版、英語版）（フランス、オルヌ県）
- ホシュチュノ（ポーランド語版、英語版）（ポーランド、西ポモージェ県）[17] - 1959年から2009年までは支援協力関係だった[18]。

## 文化と見所

### 建築

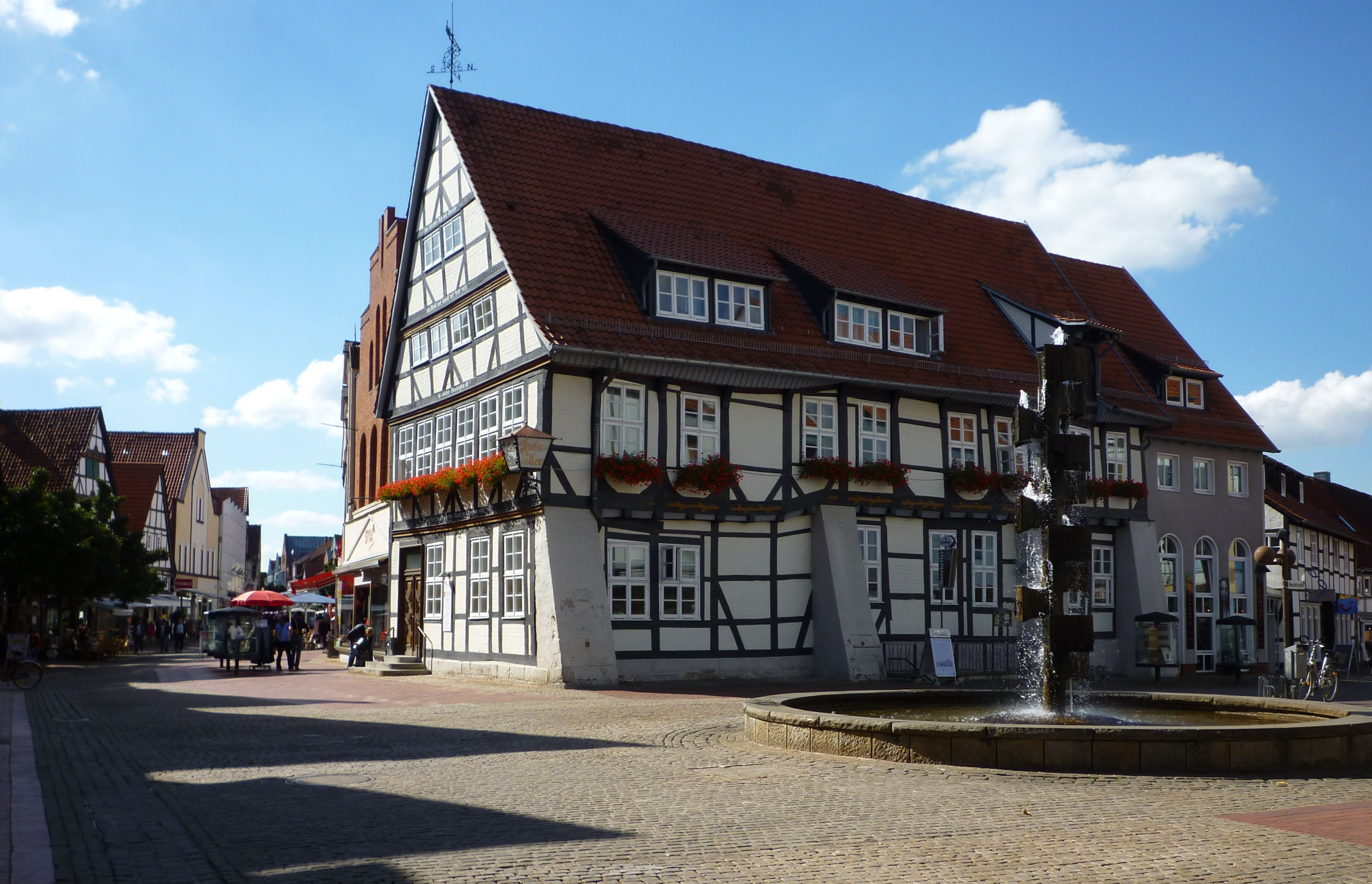
ラーツケラー

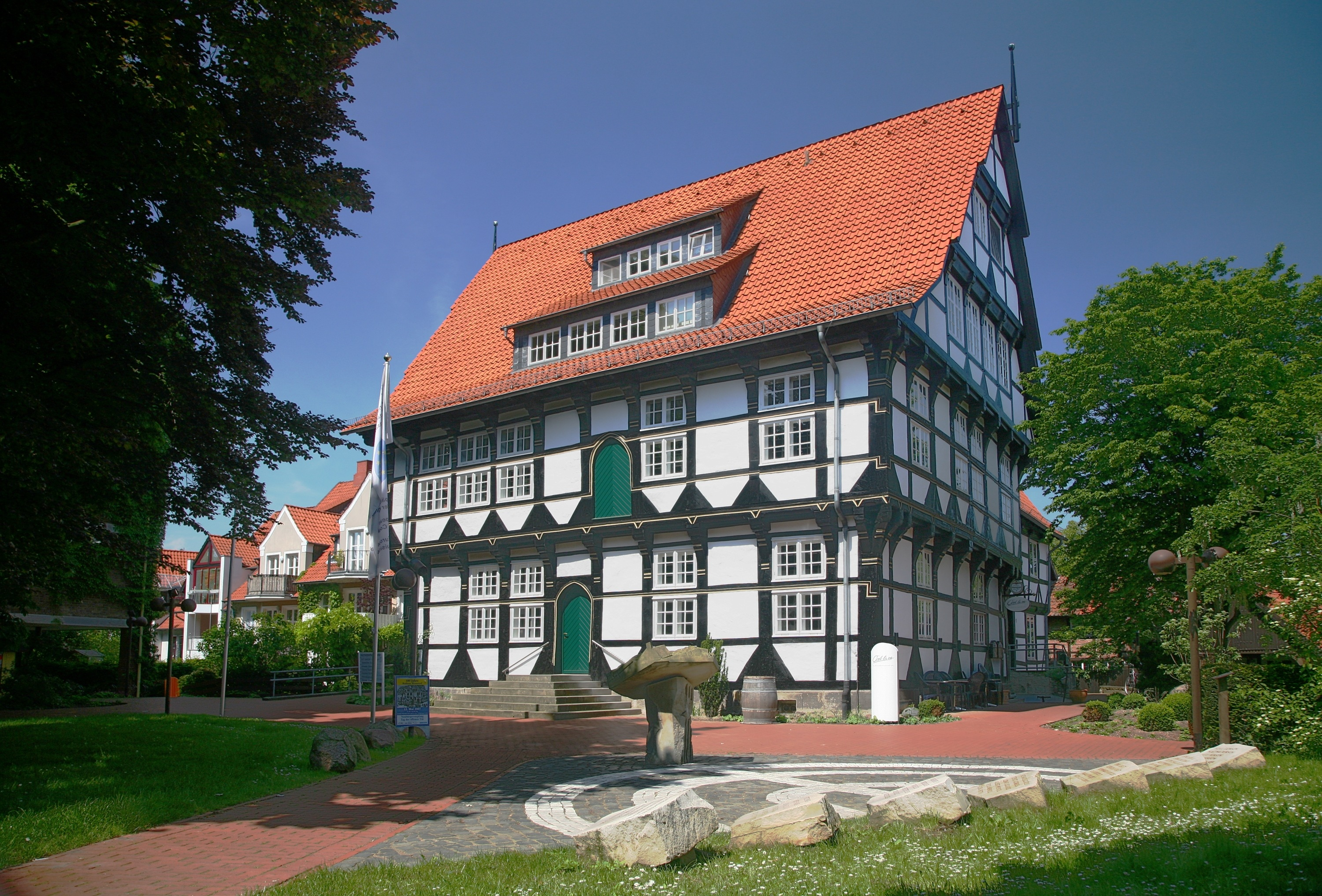
旧修道院長館（市立図書館）

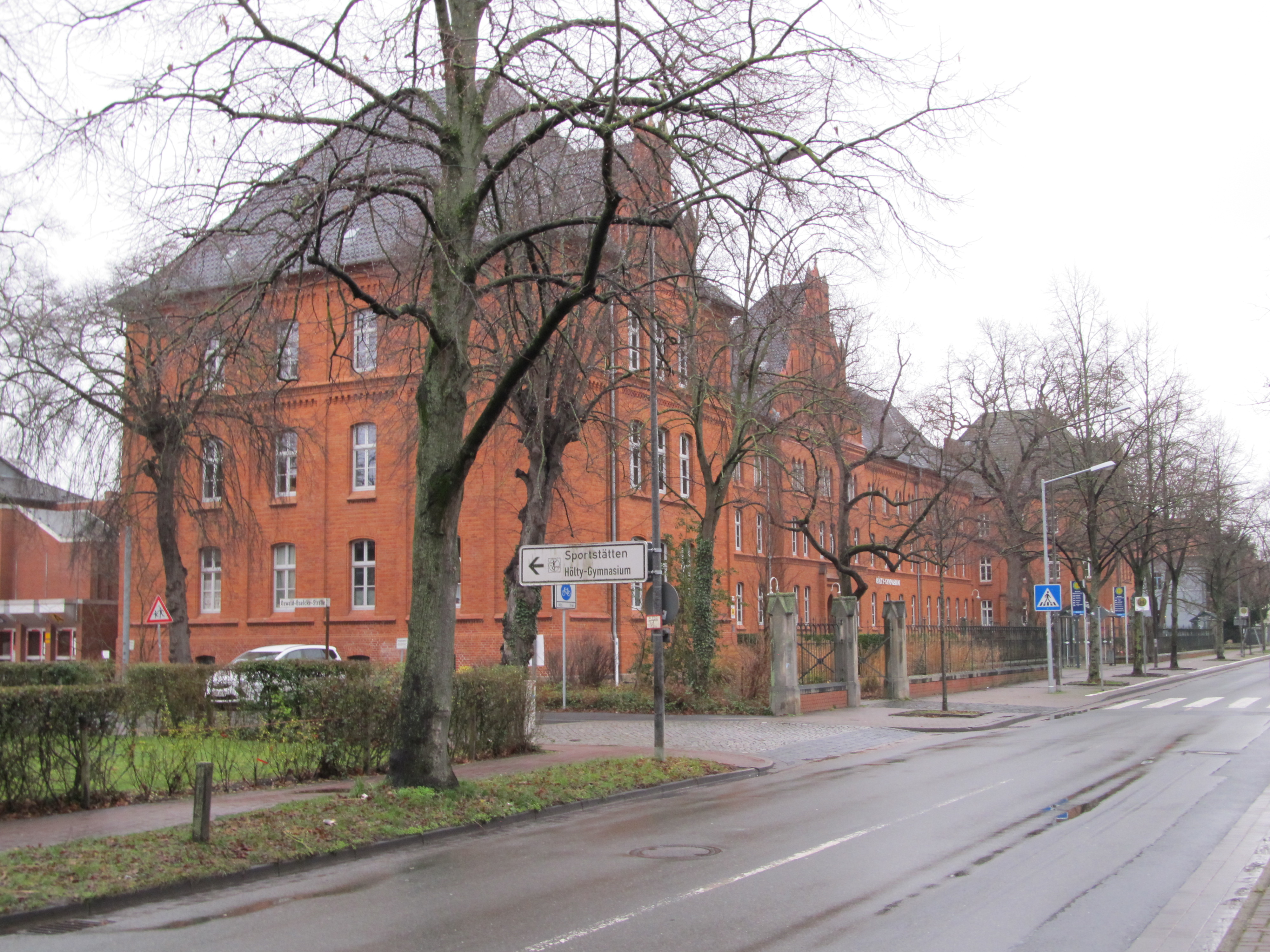
ヘルティー＝ギムナジウム

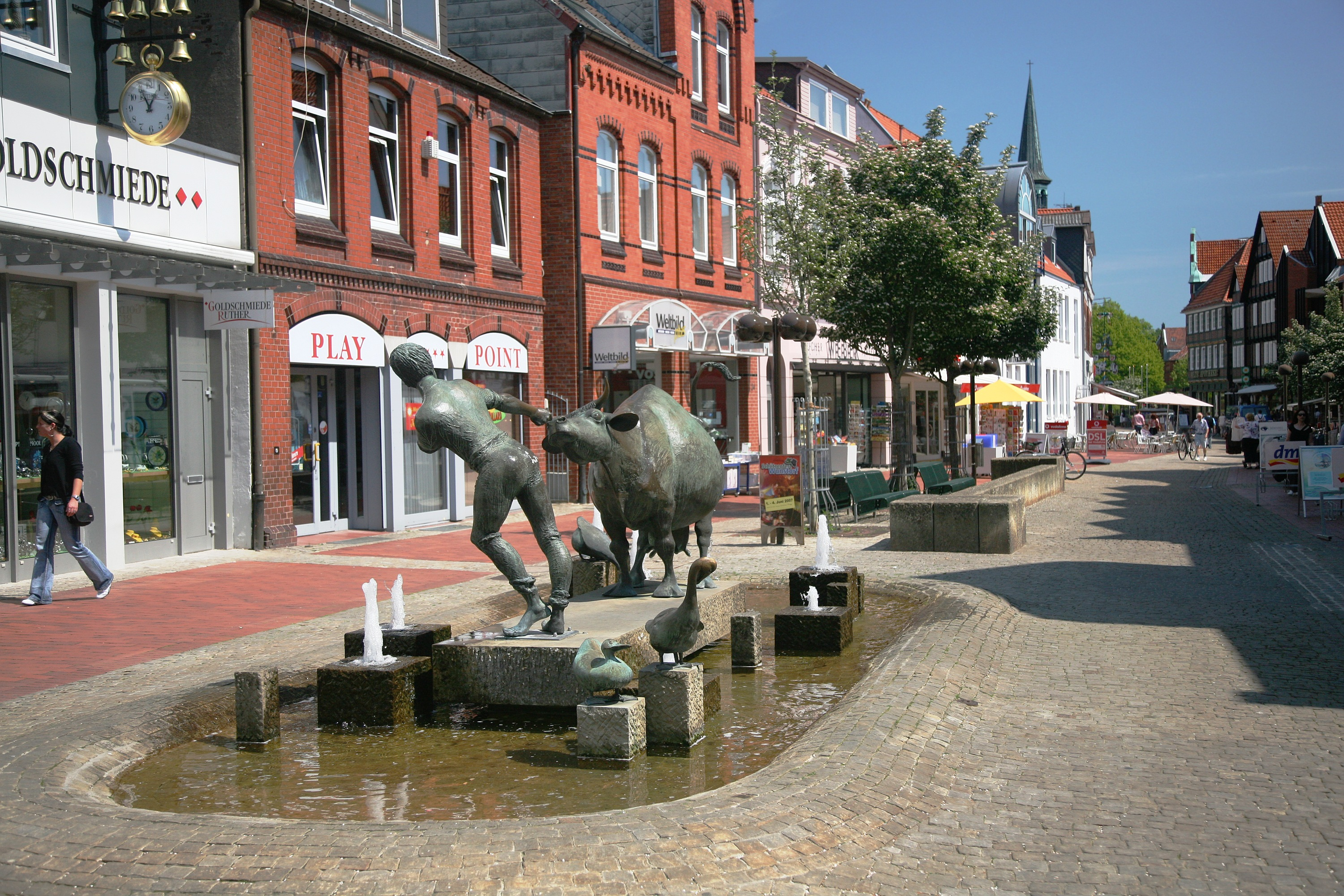
歩行者専用区域のクーブルネン（牛の泉）

- 市庁舎、ジュート通り1番地。古い、ラーツケラー（市議会の酒造庫）の近くにあった市庁舎は1870年に取り壊された。1904年にジュート通りの角にロマネスク様式で新築されたが、破風と角の小塔はゴシック様式である。以前はホレシェス・ハウス（レビヒス塔とも呼ばれる）が市庁舎として使われていた。
- ラーツケラー、ランゲ通り12番地。1520/21年に旧ラーツケラーが現在の様式で建設された。しかしこの切妻屋根3階建ての木組み建築の最も古い部分は、1501年に造られた。地下には14世紀に造られたと考えられる円形ヴォールトの空間が保存されている。1735年にこの建物を居館としたヴンストルフ市代官のために改築された。これは1987年からの大規模な再開発で漆喰塗りの新しい建物が取り壊された。長辺側のどっしりとした柱は、建物安定性を高めるために19世紀に増設されたものである。
- 旧修道院長館（市立図書館）、ヴァッサーツフト1番地。この3階建ての木組み建築は年輪年代測定法により1518年の建造であるとされている。1710年に屋根が改築され、約90°向きが変えられた。この頃から側面の増築も行われた。1985年から87年の大規模な修復で屋根が昔の向きに戻され、元の急勾配の破風が再構築された。
- 修道院教会の周辺は、現在も旧修道院建築により構成されている。
  - シュティフツ通り5番地（パストーレンハウス）。切妻の中央部を持つ3階建て木組み建築。18世紀末建造。
  - シュティフツ通り5a番地（プファルヴィトヴェンハウス）。1584年の銘がある木組みディーレンハウス。明かり採りの天窓は後に造られた。この建物は、1800年頃に3つの区画に拡張された。
  - シュティフツ通り7番地（プファルハウス）。寄棟造の3階建て木組み建築。1664年の建造。
  - シュティフツ通り10番地。16世紀前半に建設された2階建ての建物。19世紀に改築された後、庭師の家として使われていた。
  - シュティフツ通り11番地。年輪年代測定法により1628年建造とされる。
  - シュティフツ通り14-16番地（アルテ・デハナイ）レンガ装飾がなされた木組み建築。中心部は17世紀に建造された。
- 民家。ランゲ通りにはかつて、破風を通りに向けた木組み建築が集まっていたが、破壊や再開発により数棟が遺るだけである。1階は店舗の工事などで何度も改築されている。近年、歴史的建造物に対して大幅な介入が進んでいる。1687年に建造された複数の突き出した破風を持つ堂々たる木組み建築であった旧クルーゼ家具店は、2009年に取り壊され、新しい商業ビル (C & A) に建て替えられた。その翌年の秋には、市内で最も古い建物の1つであったハウス・ヘルボルト（ランゲ通り36番地、「アルトシュタットグリル」、中心部は16世紀に建設された）が姿を消した。さらに多くの木組み建築が荒廃して取り壊しの危機に瀕しているため、やがてこの街を訪れる歴史に興味を持つ人々がこの重要な通りの元の建築状況を理解することはほとんど不可能となるであろう。
  - ランゲ通り13番地。この木組みの家は16世紀後半に建てられた。背後の建物は地下ホールの遺構を有する。
  - ランゲ通り15番地。1604年の銘を持つ。
  - ランゲ通り17番地。1534年の銘を持つ木組み建築。1階は店舗の建設により改築されている。
  - シュティフツ通り2番地。半寄棟屋根を持つ3階建ての木組み建築で、18世紀に、古い16世紀に造られた木材を転用して建設された。同様に転用された屋根材は年輪年代測定法により1525/26年のものとされている。
- 貴族の館。ランゲ通りの南と北は元々貴族の館として使われていた。建物が疎らで大きな空き地があったこの地域は、大きく変貌している。3つの貴族の館が現存している。
  - アン・デア・ヴァッサーミューレ2番地（アーデルスホーフ・フォン・ハウス）。寄棟造り3階建ての背の高い木組み建築で、おそらく1800年以前に建てられた。
  - ミッテル通り3番地（レンテシャー・ブルクマンネンホーフ、現在は「ホテル・アム・ブルクマンスホーフ」）。中心部が16世紀に建設されたこの木組み建築は18世紀末頃に拡張され、1911年に一部が建て替えられた。2009年まで大規模な修復がなされ、ホテルに転用されている。建設工事の過程で石材の多くが交換され、側面側に増築された。
  - シュティフツ通り12番地。ホレシェス・ハウス（レビヒス塔とも呼ばれる）は、公爵の家臣ヨハン・フォン・ホレのために、1569年の火災後に建設された。この建物はヴンストルフで最も古い世俗の石造建築の4階建ての居住塔であり、19世紀には修道院の穀物庫として、1883年から1907年にはヴンストルフの役場として利用された。
- 旧オフィツィアーハイム（木組み建築）ジュート通りの東側。
- ヘルティー＝ギムナジウム（ヒンデンブルク通り25番地）。1874年に教員セミナーとして完成した。この建物の前にゲルマニアの記念碑がある[19]。
- 駅舎。
- 歩行者専用区域内の3つの泉とアルター・マルクトの噴水。
- 州立病院の公園の石像群。ジークフリート・ノイエンハウゼンが患者と共同でアール・ブリュット作品として制作した。

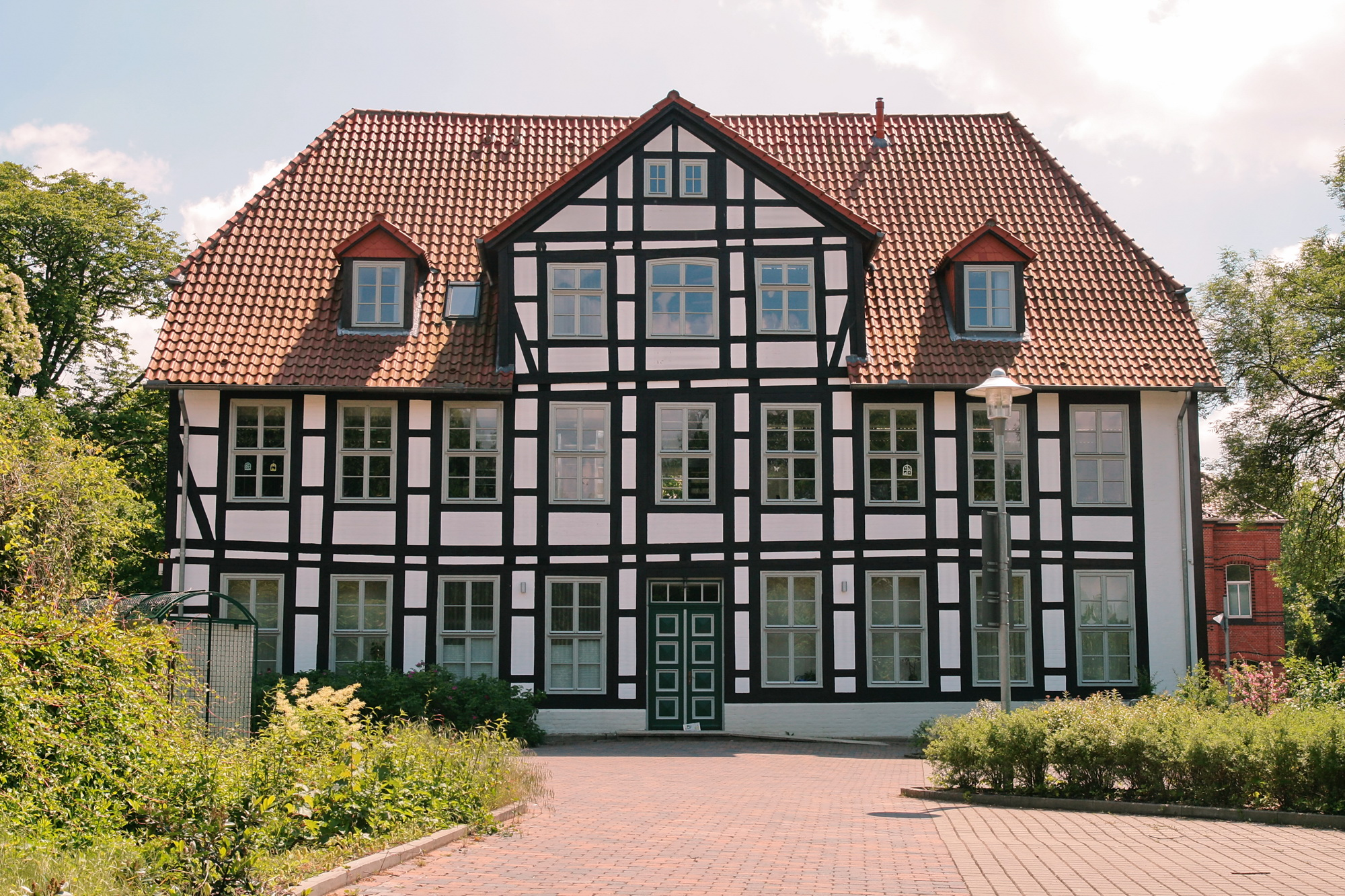
シュティフツ通り5番地
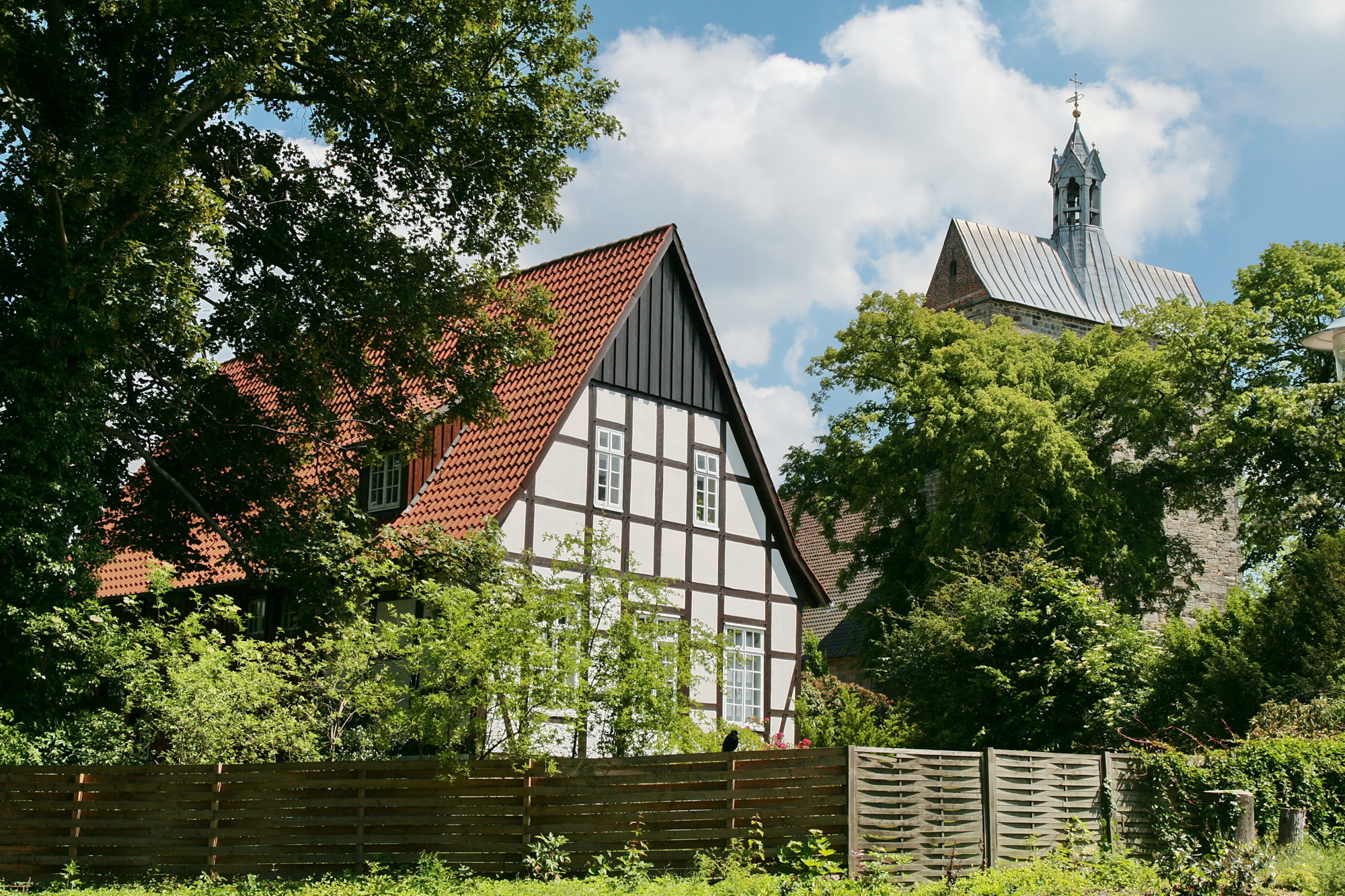
シュティフツ通り5a番地
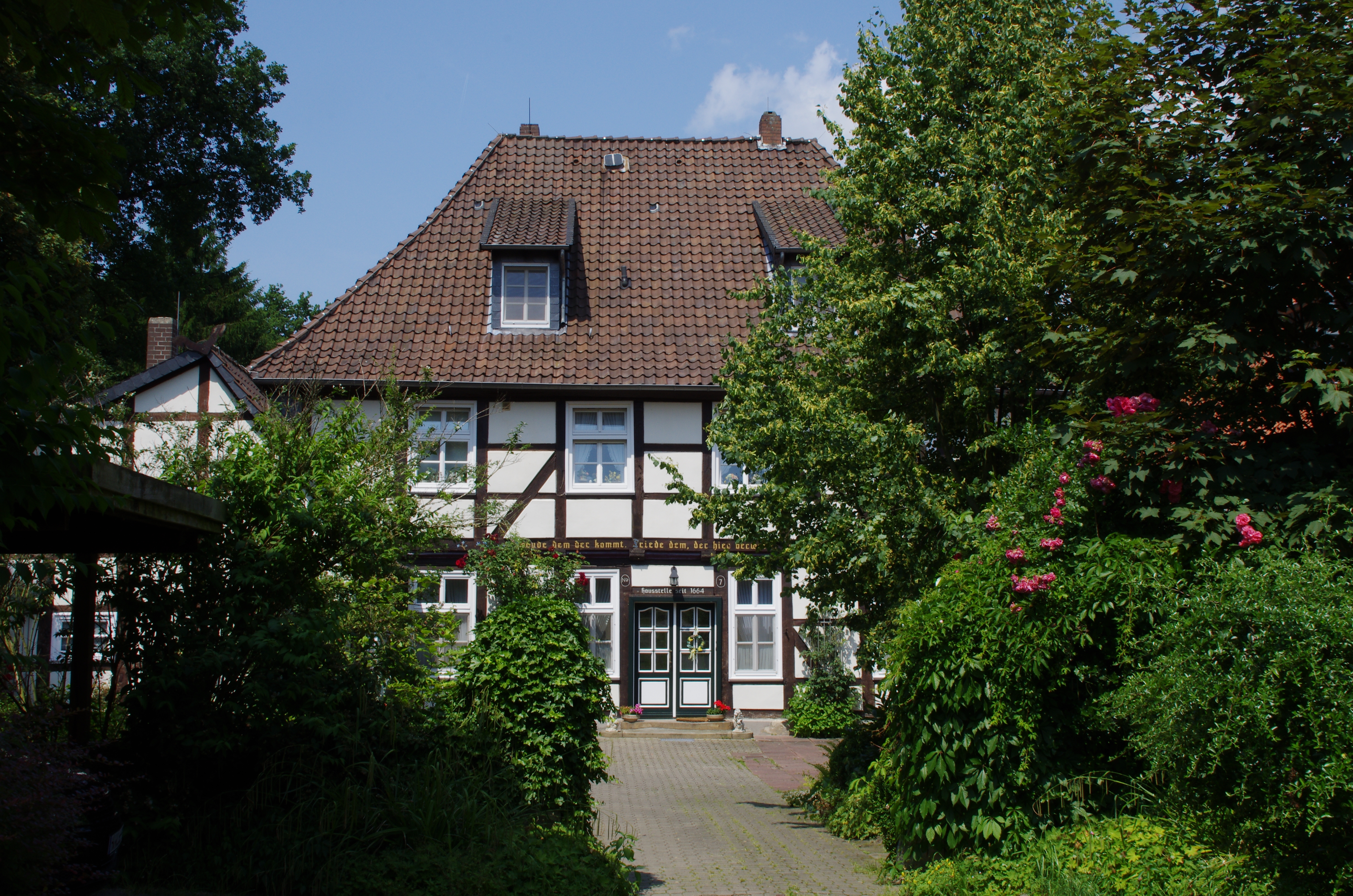
シュティフツ通り7番地
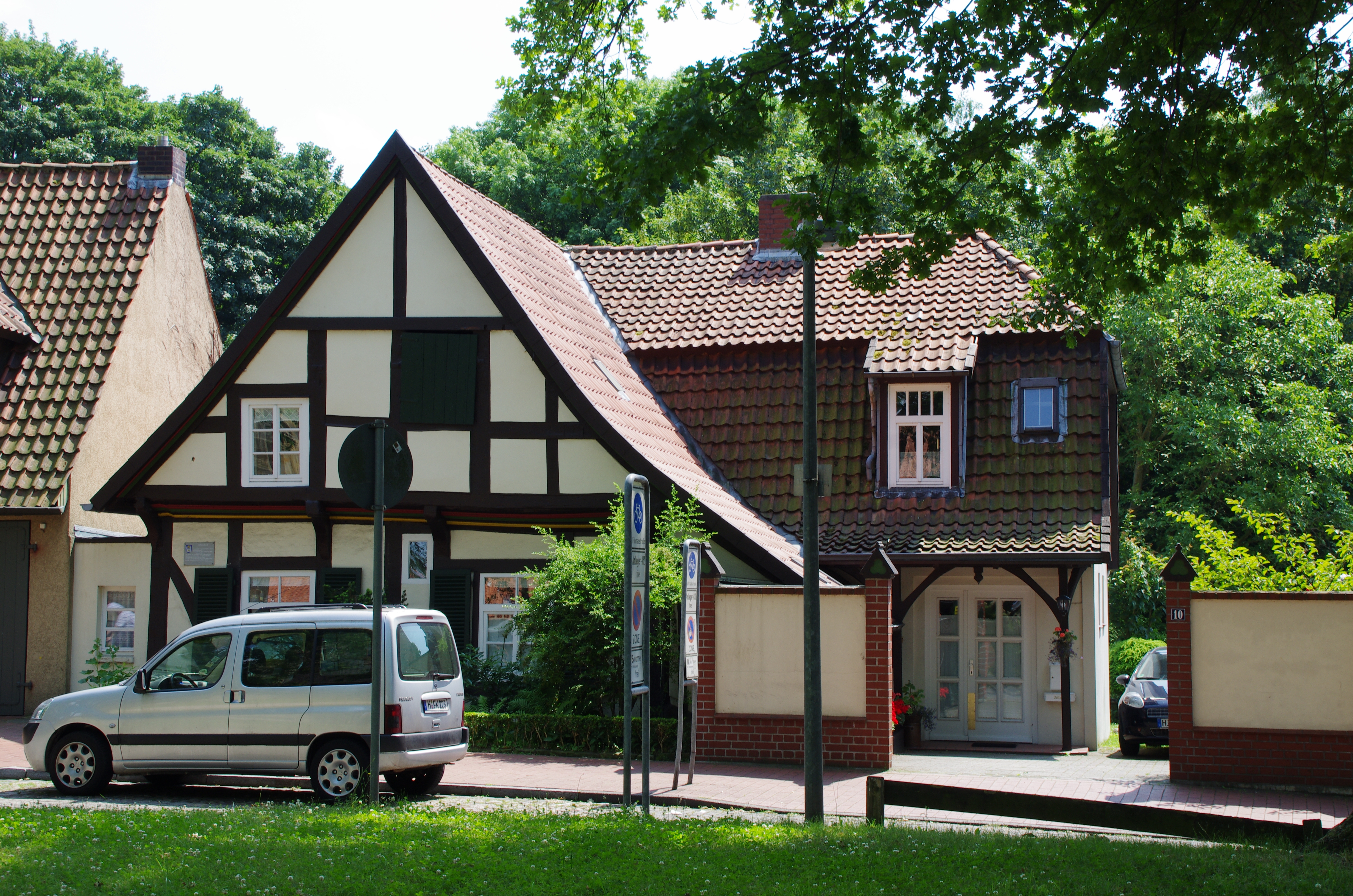
シュティフツ通り10番地
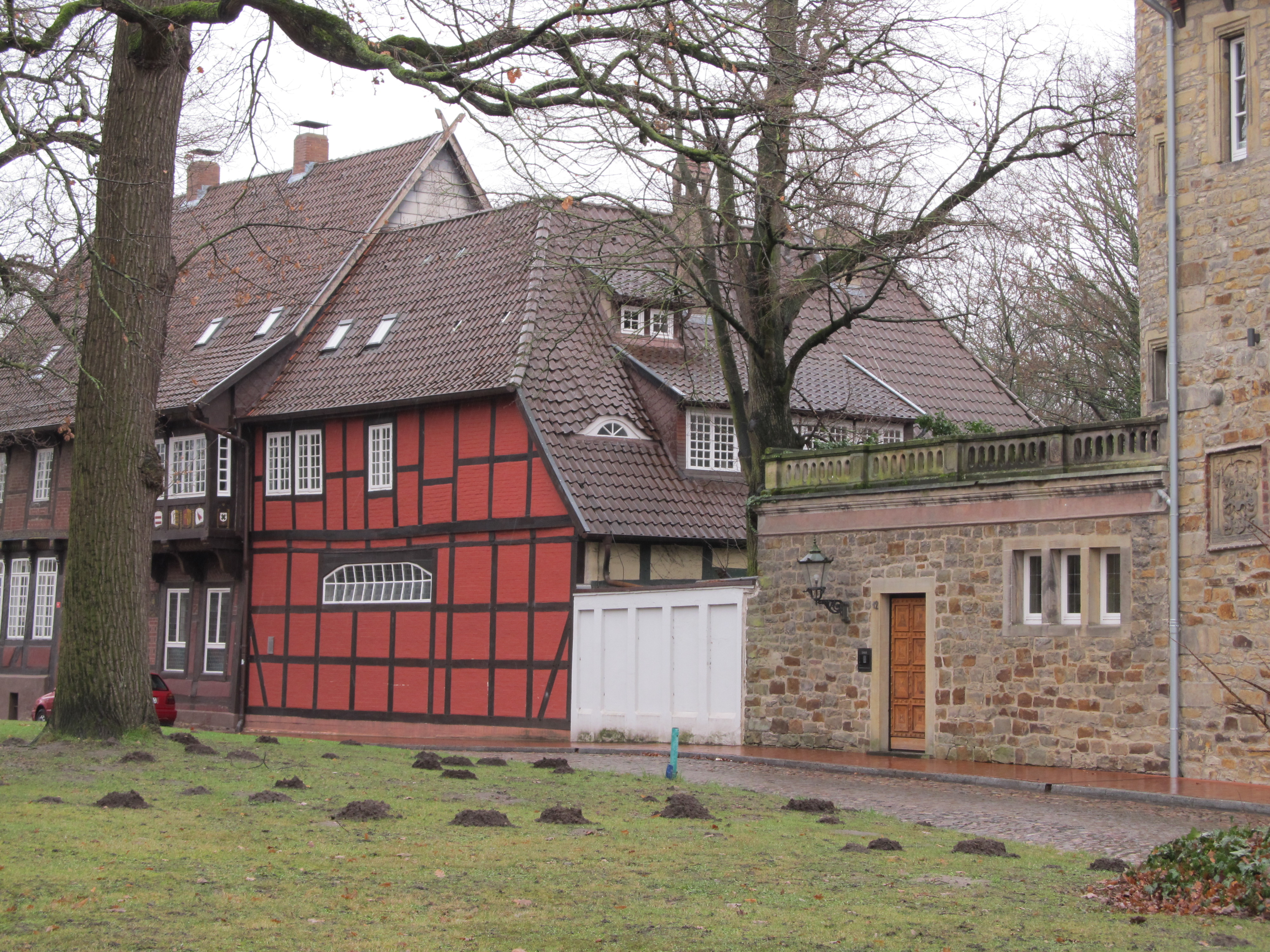
シュティフツ通り14番地
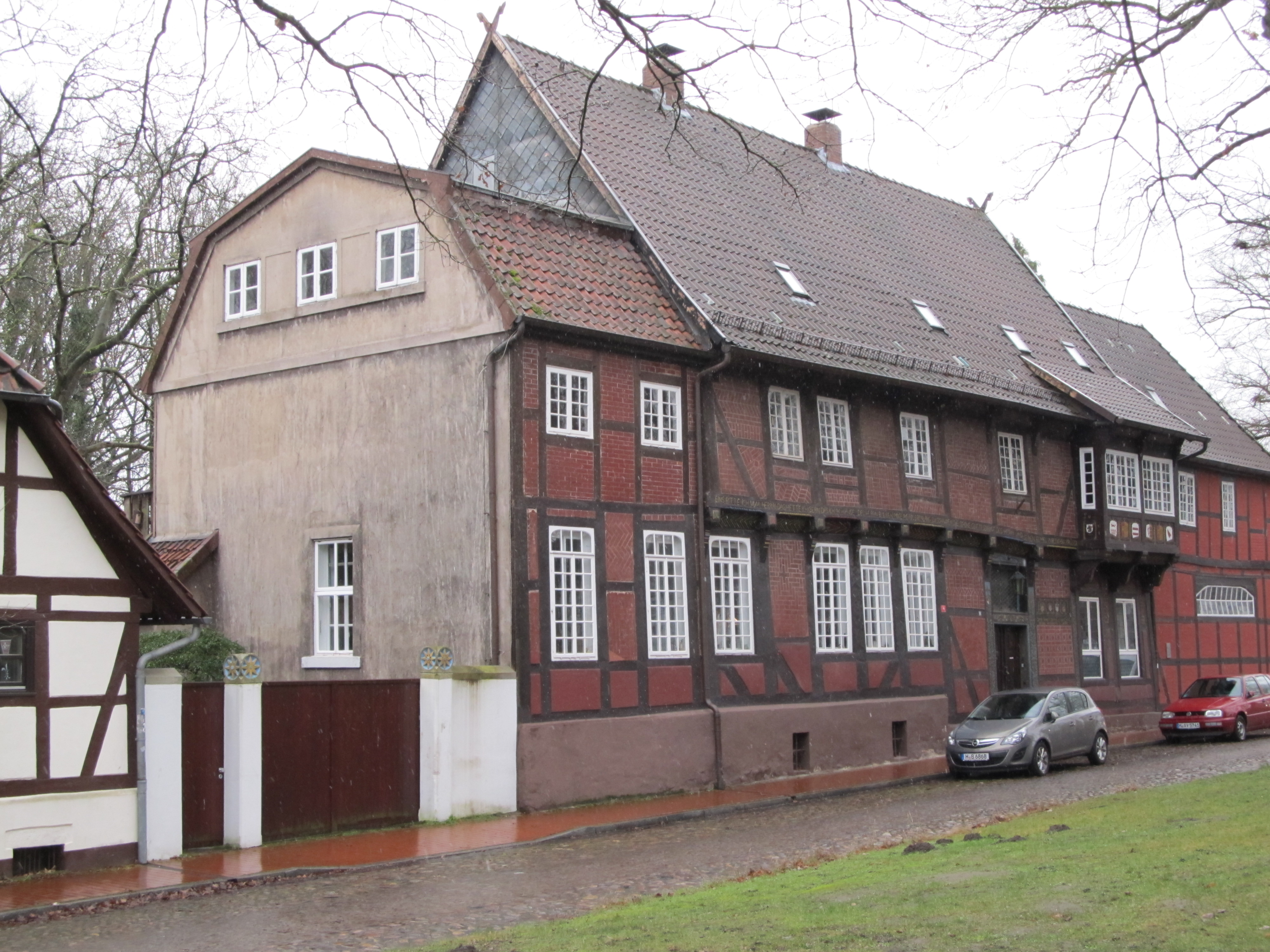
シュティフツ通り16番地
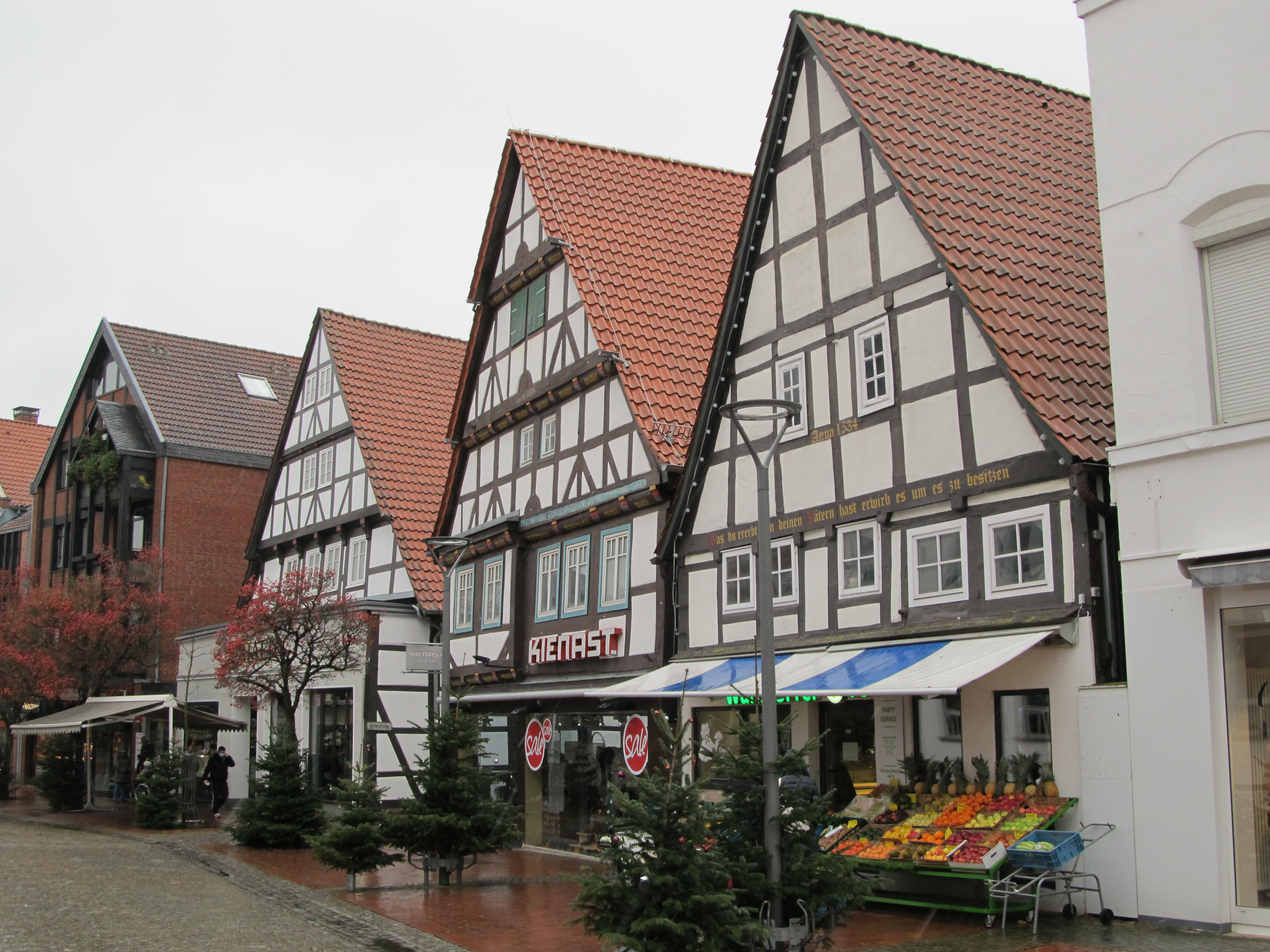
ランゲ通り13-17番地
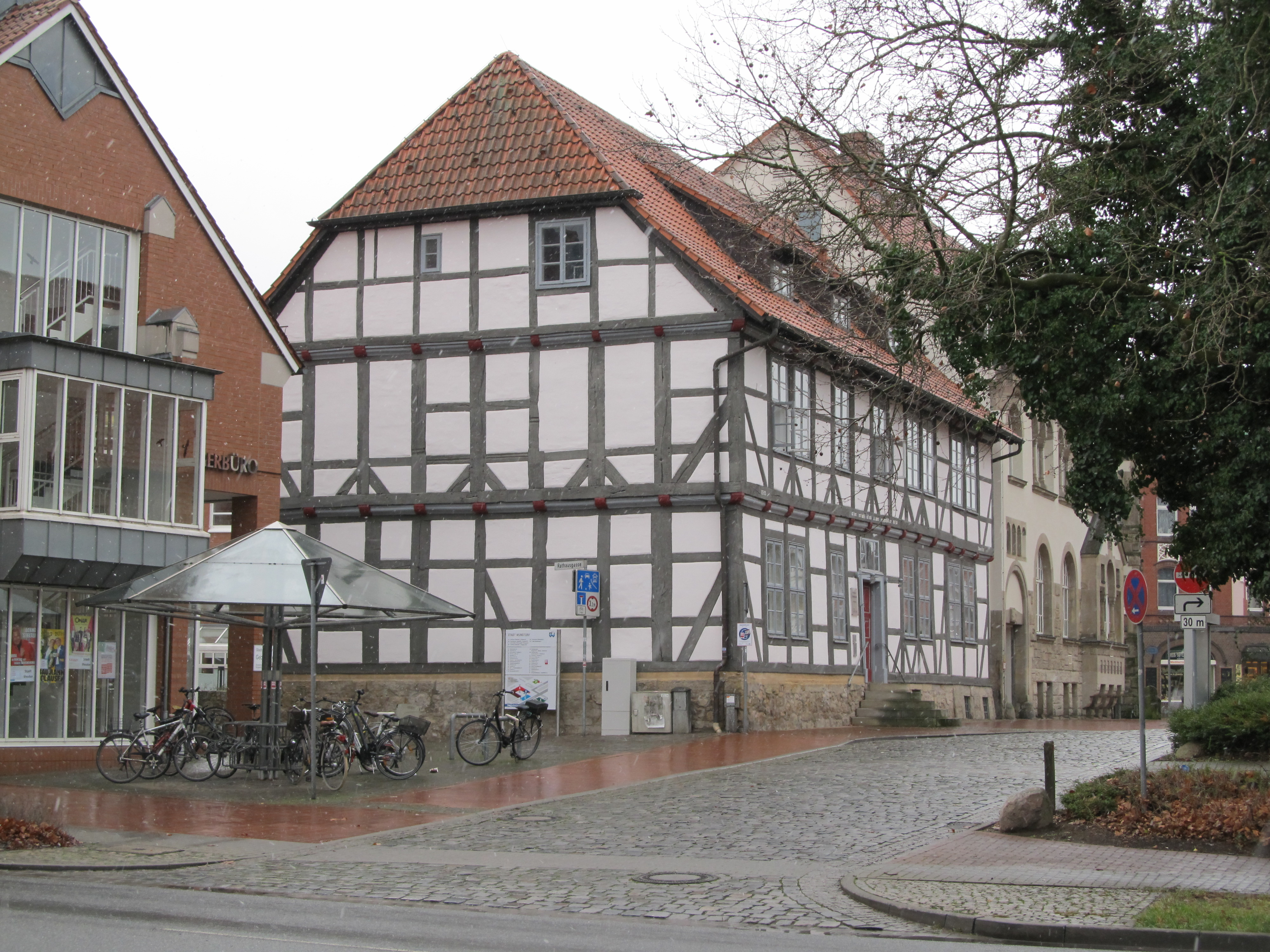
シュティフツ通り2番地
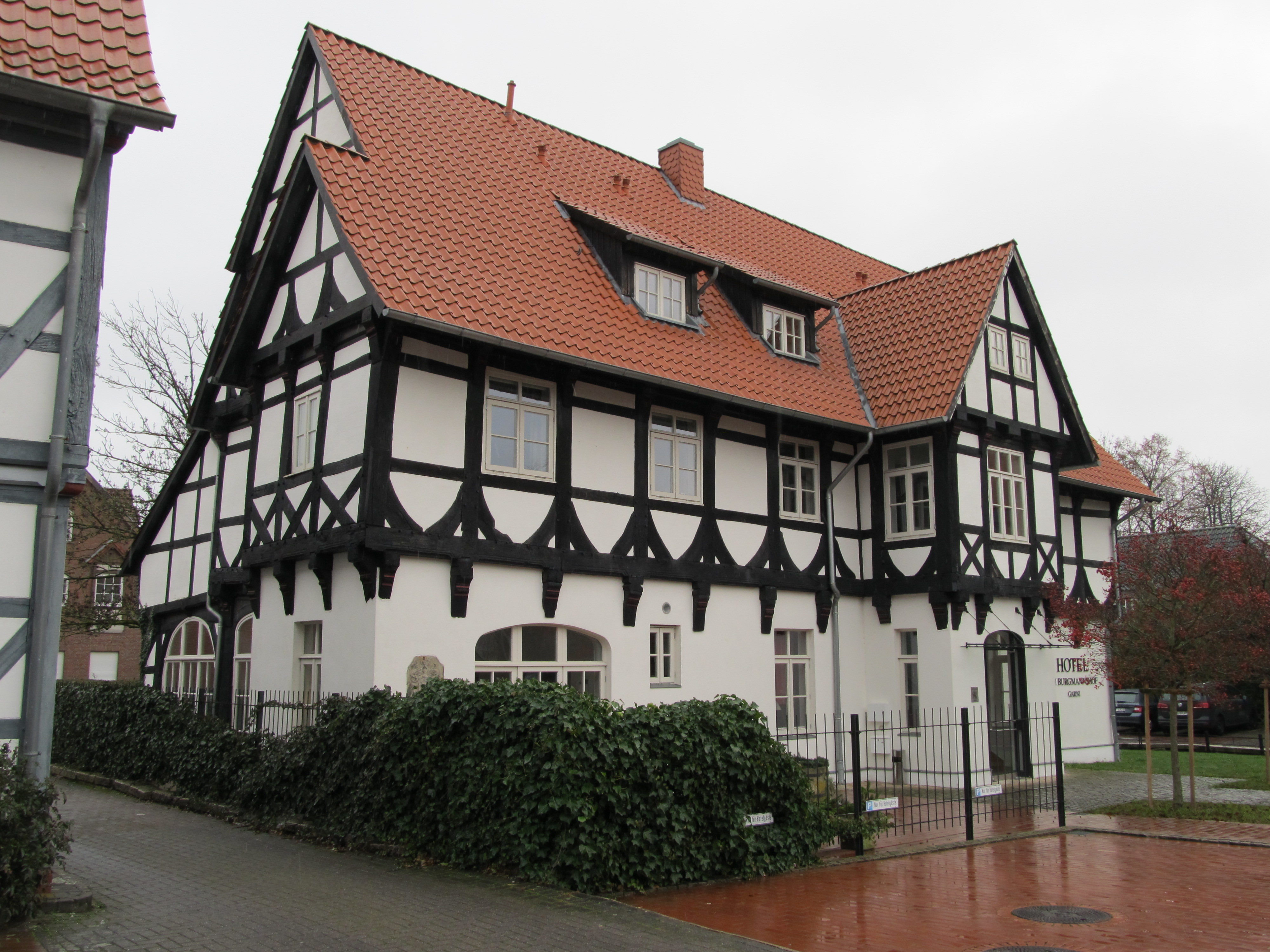
ミッテル通り3番地
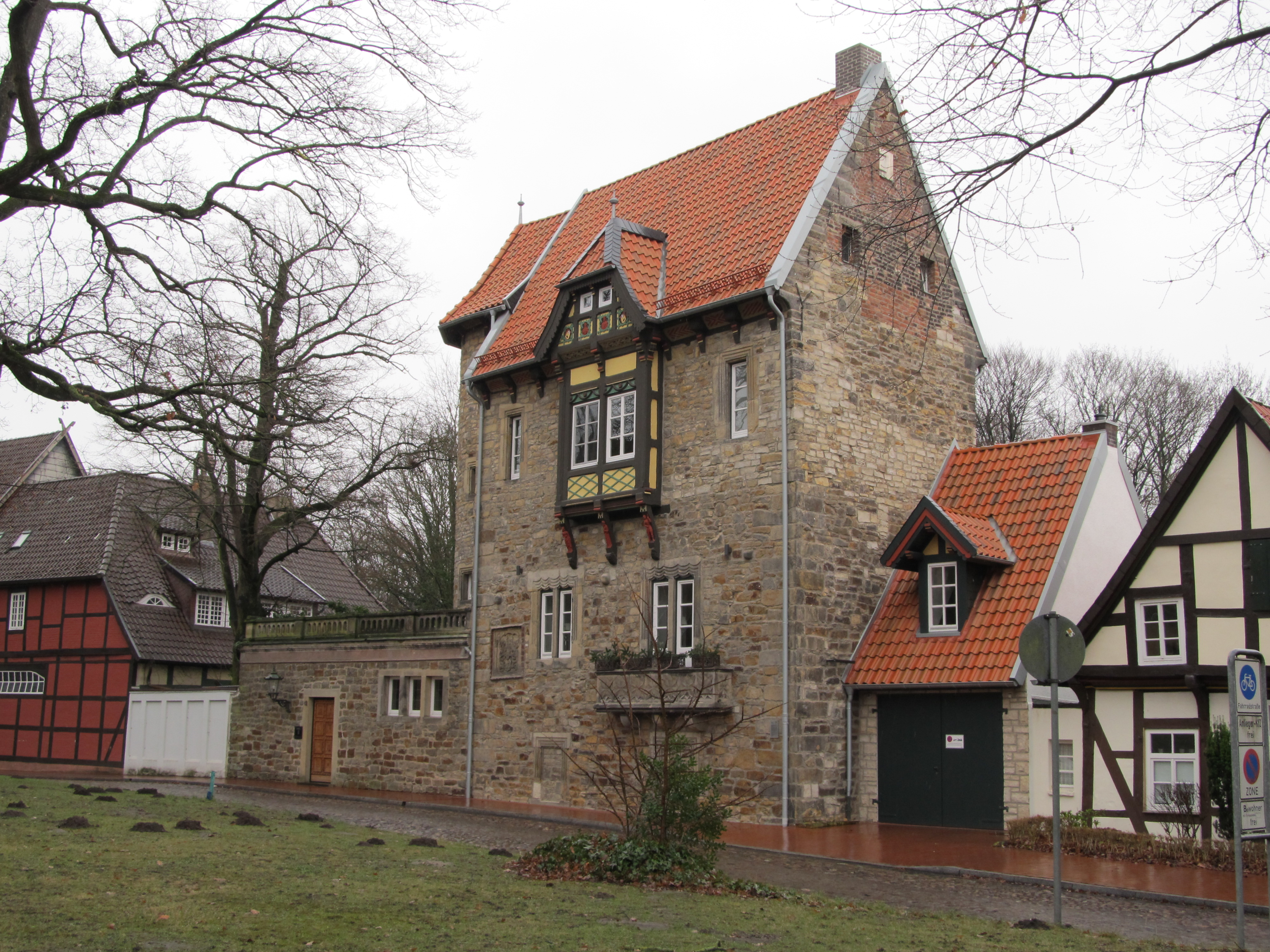
シュティフツ通り12番地
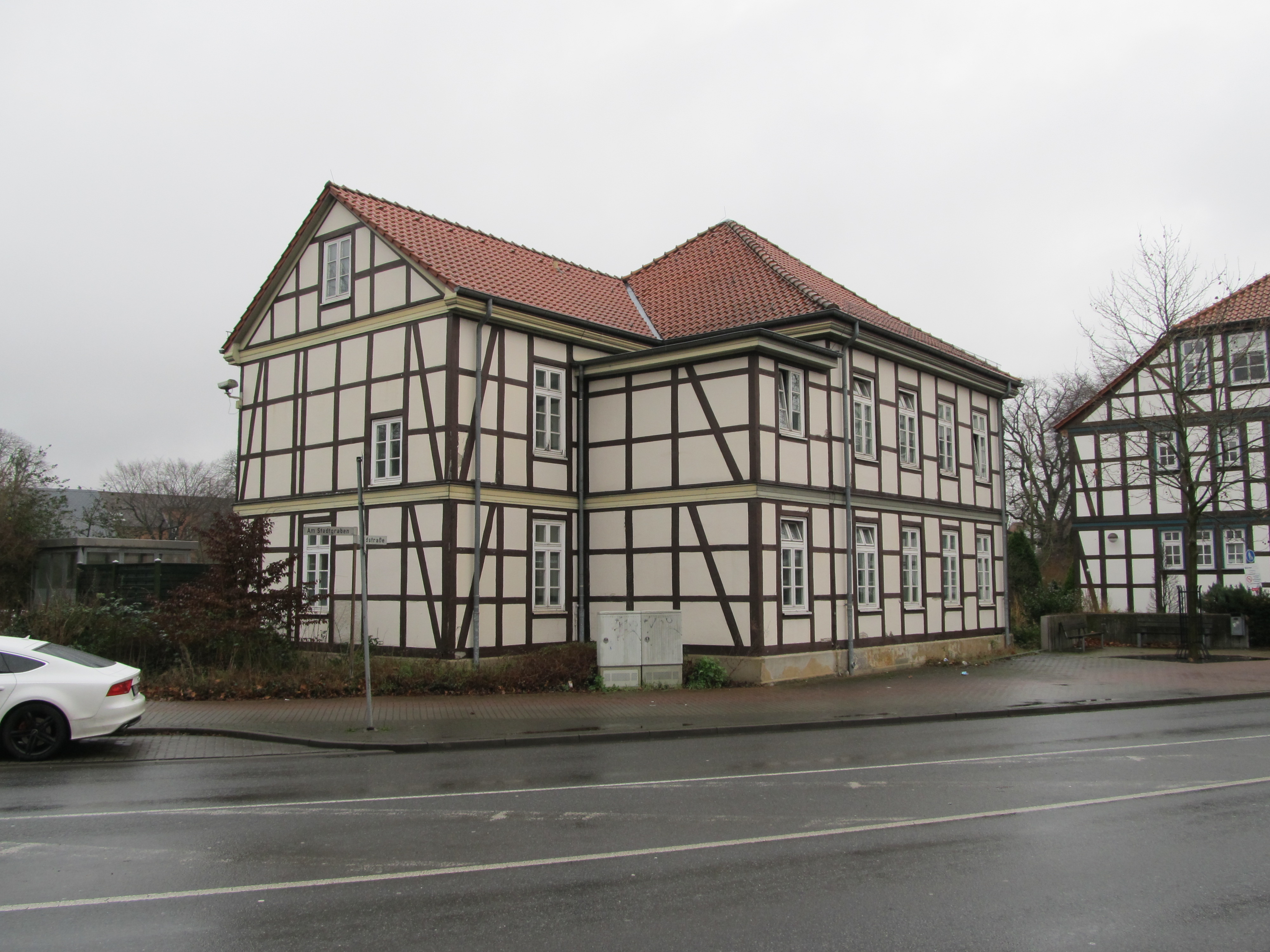
オフィツィアーハウス

### クラブ・団体
TuS ヴンストルフ e.V. は約3,000人を擁する最大のスポーツクラブである。2番目に大きなクラブが 1. FC ヴンストルフ・フォン 1919 e.V. である。ヴンストルフ・クナイプ協会は会員数約800人である。鉄道模型クラブ・ルーテ (MEC-Luthe) は定期的に N-ゲージのジオラマを公開している。
ヴンストルフ市は2009年7月21日から Verein Deutsche Sprache に属している。

### 年中行事
5月または6月に射撃祭が開催される。
ヴンストルフ航空基地では、90年代までドイツツーリングカー選手権 (DTM) とフォーミュラ3の自動車レースが行われていた。

## 経済と社会資本

### かつて存在した企業
20世紀半ばまでヴンストルフは、セメント工場（ポートランドセメント、A2号線沿いのメーゲル坑を有していた）、ヒンデンブルク通りの乳製品製造業、ヴンストルファー・マーガリン工場（後にマーガリン工場連合、SOLO- および IGLO-ファインフロスト GmbH を経て、最終的には VION コンビニエンス GmbH となり、2014年3月31日に閉鎖された）、アスベスト加工業者のフルグーリト＝ヴェルク・ルーテといった大型製造業者が主体であった。この他の雇用主には、ドイツ連邦鉄道、ハインツ・ケトラー、シュタインフーダー湖鉄道、ボーケロー地区のカリ肥料工場ジグムンツハルがあった。2015年の半ばには約770社があった。鉱山採掘は2018年12月21日に産出量の枯渇を理由に閉鎖された。

### 現在の企業 / 雇用主
- 小さな「シュティプスファブリーク」、1930年代からハーゲンブルガー通りで「ラインホルツ・リューベンザフト」（テンサイを原料とするシロップ）を製造している。
- アリアキス・グループに属すマーライ・ドイチュラント GmbH は、家庭用排水、雨樋、換気、折り戸の分野の製品を製造している。
- ハノーファー広域連合病院に属すKRH 精神医学ヴンストルフ。その入院部門と研究外来部門は約70万人（州都やハノーファー広域連合の一部およびニーンブルク郡やシャウムブルク郡）の精神医学的なケアを担当している。
- ノイキルヒ輸送・流通 GmbH & Co. KG やナーゲル貨物交通の支社といった流通業者。
- ヴンストルフ航空基地のドイツ連邦軍

### 公共機関
- ヴンストルフには青少年活動分野の様々な組織がある。シュタットユーゲントリング・ヴンストルフは、多くの公共機関や団体のサークルである[25]。聖ヨハネス教会のプロジェクト「クルツェ・ヴェーゲ」、青少年センター「デア・バウ＝ホーフ」、ヴンストルフ市の市立青年保護施設、青年議会、ハノーファーラント市民大学、ヴォーンヴェルト・ヴンストルフ（フェライン・レーベンストラウム e.V. によって創設された）、ハノーファー広域連合青少年活動チームなどもヴンストルフの青年組織に含まれる。
- ヴンストルフ市の青年議会は、13歳から17歳の若者による独立した選挙によって選出される17人の議員で構成されている。任期は2年間である。その委員会の特別な成果が合法的なグラフィティエリアの設置である[26]。
- ヴンストルフ市は、修道院教会の男性グループ主導で、ヴンストルフ市民によって運営されている「ツークンフトフォルム・ヴンストルフ e.V.」（直訳: 未来フォーラム・ヴンストルフ）を折りに触れ支援する形で、アジェンダ 21 のローカルな実装に参加している[27]。共同プロジェクトとして、現在は停止している天然ガスタンク施設があった。

### 教育
詩人ルートヴィヒ・ヘルティーにちなんで名付けられたヘルティー＝ギムナジウムは、この地域最大級のギムナジウムの1つである。本市には、実科学校 2校、福音主義統合型総合学校 (IGS) 1校、基礎課程学校 9校、養護学校 2校、ヴンストルフ音楽学校、ハノーファー・ラント市民大学ヴンストルフ校、ヴンストルフ芸術学校がある。

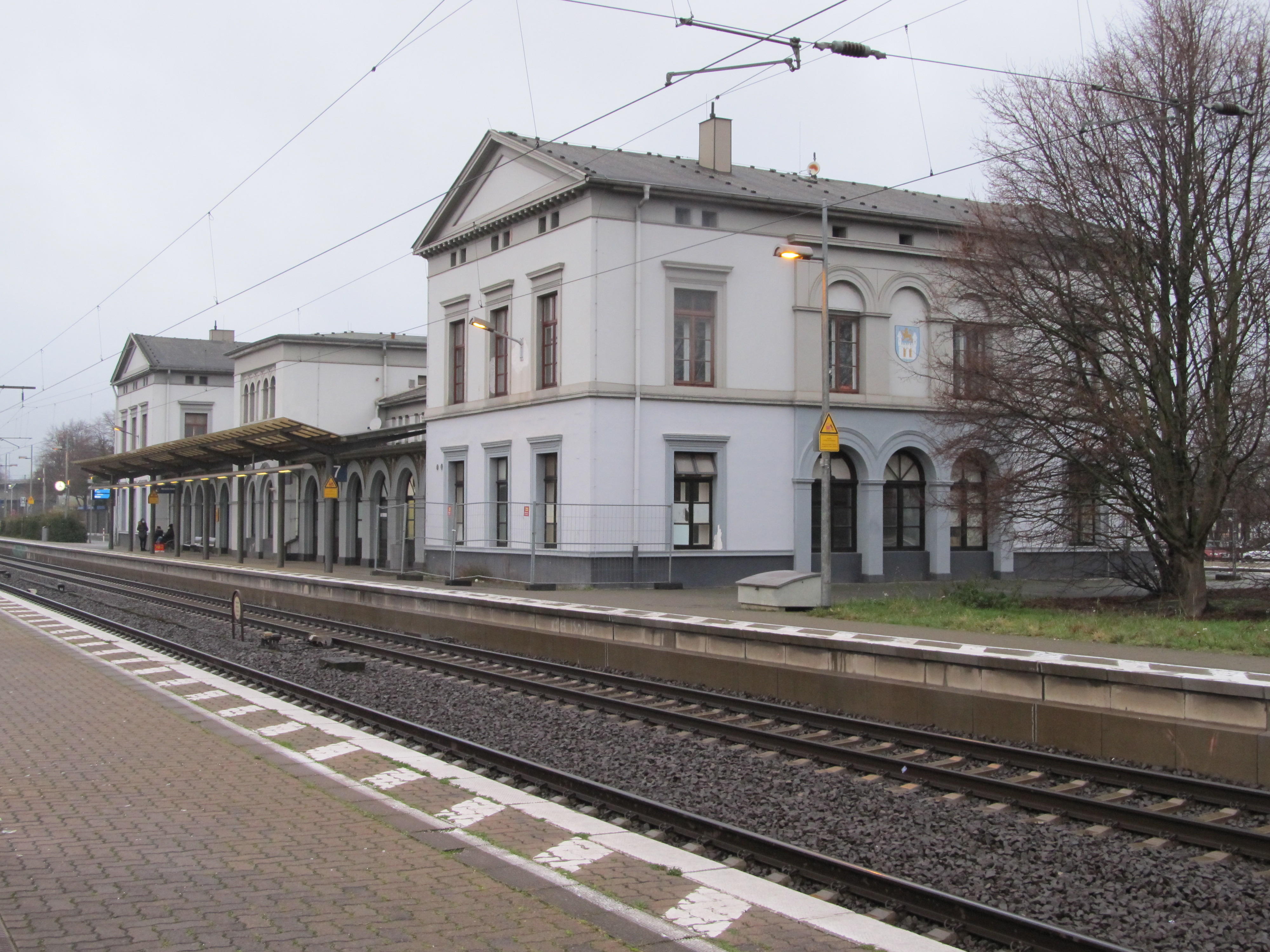
ヴンストルフ駅

### 交通
ヴンストルフは、連邦道 441号線および442号線に面している。連邦アウトバーン A2号線がすぐ近くを通っており、ヴンストルフ＝ルーテ・インターチェンジおよびヴンストルフ＝コーレンフェルト・インターチェンジがある。
カテゴリ3に属するヴンストルフ駅には、レギオナルエクスプレス、ハノーファー - ミンデン線およびブレーメンへ向かうSバーンの列車が発着する。かつてこの街を走っていたシュタインフーダー湖鉄道 (StMB) は、K+S AGのカリ工場ジグムンツハルの貨物輸送のために現在もボーケローまで稼働している。
ヴンストルフでは100以上の停留所でハノーファー広域交通の多くのバス路線が利用できる。路線の多くは駅で鉄道に接続している。
ヴンストルフ航空基地は、専ら軍事目的に使用されている。スポーツ飛行は限られた周辺でのみ行われる。
レジャー船や商業船のためにヴンストルフ港が存在する。

## 人物

### 出身者
- ヨースト・シュミット（ドイツ語版、英語版）（1893年 - 1948年）タイポグラファー、画家、バウハウスの教師。
- ハインツ＝ヨアヒム・バルフマン（1950年 - 2021年）政治家。
- ニコラッス・キューン（ドイツ語版、英語版）（2000年 - ）サッカー選手。

### ゆかりの人物
- エルンスト・ユンガー（1895年 - 1998年）作家。1907年から1911年にヴンストルフのシャルンホルスト実科学校に通った。

## 関連図書
- Martin Zeiller (1654). “Wunstorff”. In Matthäus Merian. Topographia Ducatus Brunswick et Lüneburg. Topographia Germaniae. Band 15 (1 ed.). Frankfurt am Main: Matthaeus Merians Erben. p. 214
- Heinrich Ohlendorf (1957). Geschichte der Stadt Wunstorf. Wunstorf: Wilhelm Hartmann Verlag
- Oskar Karpa (1958). Die Kunstdenkmale Niedersachsens. Die Kunstdenkmale des Kreises Neustadt am Rübenberge. Hannover: Deutscher Kunstverlag
- Stadt Wunstorf, ed (1971). 1100 Jahre Wunstorf – Jahrbuch 1971. Wunstorf: Goetz-Druck KG
- Edfried Bühler et al. (1974). Heimatchronik des Kreises Neustadt am Rübenberge. Heimatchroniken der Städte und Kreise des Bundesgebietes. Band 44. Köln: Archiv für Deutsche Heimatpflege GmbH
- Konrad Maier (1981). Landkreis Hannover. Kunst und Kultur beiderseits der Leine. München: Deutscher Kunstverlag
- Erwin Holodynski; Armin Mandel (1981). Neue Heimat Wunstorf – Ein Bericht über die Notzeit Ende 1944 und die ersten Nachkriegsjahre in Wunstorf. Wunstorf: Heimatverein Wunstorf
- Siegfried Neuenhausen (1992). Hochschule für Bildende Künste Braunschweig. ed. Graben nach verschütteter Kreativität. Braunschweig. ISBN 3-88895-006-6
- Heiner Wittrock (2005). Landeskrankenhaus Wunstorf – von der Korrektionsanstalt zum modernen Fachkrankenhaus (1880–2005). Wunstorf
- Carolin Krumm; Christiane Segers-Glocke (2005). Denkmaltopographie Bundesrepublik Deutschland. Baudenkmale in Niedersachsen. Region Hannover. Nördlicher und östlicher Teil (Teil 2). Band 13.2. Hameln: Niemeyer Verlag. ISBN 978-3-8271-8255-5
- Klaus Fesche (2010). Geschichte Wunstorfs. Die Stadt, der Flecken und die Dörfer. Springe: Dietrich zu Klampen Verlag. ISBN 978-3-86674-141-6
- Eberhard Kaus (2012). “A. Wunstorf [Grafen von]; B. Wunstorf[Grafschaft]”. In Werner Paravicini. Höfe und Residenzen im Spätmittelalterlichen Reich. 15.4 Grafen und Herren. Ostfildern: Jan Thorbecke Verlag. pp. 1735–1739. ISBN 978-3-7995-4525-9